# Lac de Miragoâne
Le lac de Miragoâne ou étang de Miragoâne est un lac d'eau douce située au sud-est de la ville de Miragoâne, à Haïti.

## Géographie
Le lac mesure 10 kilomètres de long sur une largeur allant de 5 kilomètres de large pour sa partie occidentale et de 2 kilomètres de large pour sa partie orientale avec un rétrécissement dans sa partie centrale d'une largeur d'à peine un kilomètre. Sa superficie est d'environ 25 km². 
Sur la rive occidentale s'étant une partie marécageuse dénommée Savane Ouest. La partie orientale du lac est également marécageuse dans la plus grande partie de sa surface.
Plusieurs ruisseaux et ravines alimentent le lac, notamment la source Pineau, depuis la partie occidentale de la chaîne de la Selle.
Le lac possède un émissaire en forme d'appendice situé au nord-ouest du lac. Les eaux sont canalisées en direction de la baie de Miragoâne.